# هترا
هاترا یا حضر (به عربی: الحضر) یا حتره یا  حترا شهری باستانی است که در استان نینوا، عراق قرار دارد. هترا در ۲۹۰ کیلومتری شمال شهر بغداد و ۱۱۰ کیلومتری جنوب غرب موصل قرار دارد. اما در دوران باستان این شهر در فاصله ۵۰ کیلومتری شمال غرب پایتخت باستانی آشوریان یعنی آشور واقع بود. شهر هترا دارای معماری خاصی است که می‌توان سه نوع تمدن ایرانی، یونانی و رومی را در آن دید.
حضراء یکی از تمدن‌های نیمه عربی و اشکانی پیش از اسلام در عراق است که توسط داعش نابود شد.
شهر حضر گویا تا زمان شاپور یکم ساسانی یا اندکی پس از او نقشی در تاریخ بازی کرده‌است.
واژه  Atra و Atrai در یونانی، و Hatra در لاتینی از کلمه‌ی عربی """حضراء """گرفته شده  و حطرا نیز در کتیبه‌های مکشوف در خرابه‌های حضر است. نام رسمی شهر بِیت اِلاهاء (به معنی «خانهٔ خدا») و حترا دشَمَش (به معنی «هترای شمش») (ḥtrʾ d-šmš 𐣧𐣨𐣣𐣠 𐣣𐣴𐣬𐣴) که بر روی یک سکه مکشوفه حک شده بوده است.
شهر حضر را می‌توان یک شهر کاملاً عرب دانست. فرهنگ و زبان و ادیان آرامی و عربی در آنجا بیشتر از عوامل دیگر رواج داشت. با این حال هرتسفلد و نُلدِکه معتقد هستند که اکثر ساکنان شهر را قبایل عرب تشکیل می‌دادند و این قبایل در سده نخست پیش از میلاد از نزاع میان پارت‌ها و یونانی‌ها استفاده کرده شهر را گسترش و قدرت بخشیدند. مهاجران گوناگونی که در آن ساکن بودند غالباً به بازرگانی می‌پرداختند. دیدگاه این دو خاورشناس اینک توسط کتیبه‌هایی که در خرابه شهر به زبان آرامی کشف شده، تأیید می‌گردد.
ساختمان‌های این شهر غالباً از سنگ است و اسلوب معماری آن مخلوطی از اسلوب معماری ایرانی، آشوری و عربی و یونانی است که اهل حضر به وجود آورده‌اند. القاب و نام‌های امیران حضر بیشتر آرامی و عربی است.
حضر در زمان اشکانیان که آن را تحت حمایت خود داشتند و حکومت آن را تقویت می‌کردند، چندین بار مورد حمله رومیان قرار گرفت. تراژان در سال ۱۱۶ م. آنجا را گرفت اما در پایان همان سال که شهر را مجدداً محاصره کرد بدون گرفتن نتیجه‌ای عازم روم شد. سوروس که در سال ۱۹۵ م اشکانیان را شکست داد، اعراب حضر را نیز قلع و قمع کرد. اما هم او در حملات و محاصره‌هایی که در سال‌های ۱۶۷ م؛ و ۱۹۸ م. علیه شهر صورت داد موفقیتی به دست نیاورد.
برخلاف پارت‌ها که دولت‌های کوچک را در داخل و در مرزهای خود تحت حمایت خود گرفته و تقویت می‌کردند، ساسانیان به ادامه حیات این دولت‌ها یا نفوذ دولت‌های بیگانه در درون ایران گرایشی نداشتند. به همین جهت بود که تاجران تدمری و نبطی از شهرهای اطراف فرات بیرون رانده شدند و حکومت کوچک کرخ و حضر از میان رفتند.

## تخریب توسط داعش
در پی حمله داعش  به شمال عراق و تصرف استان نینوا در سال ۲۰۱۴، داعش در شانزدهم اسفند ۱۳۹۳ (۷ مارس ۲۰۱۵) به محوطه باستانی هترا یورش برد. این اقدام داعش با خشم باستان شناسان مواجه شد.

## نگارخانه

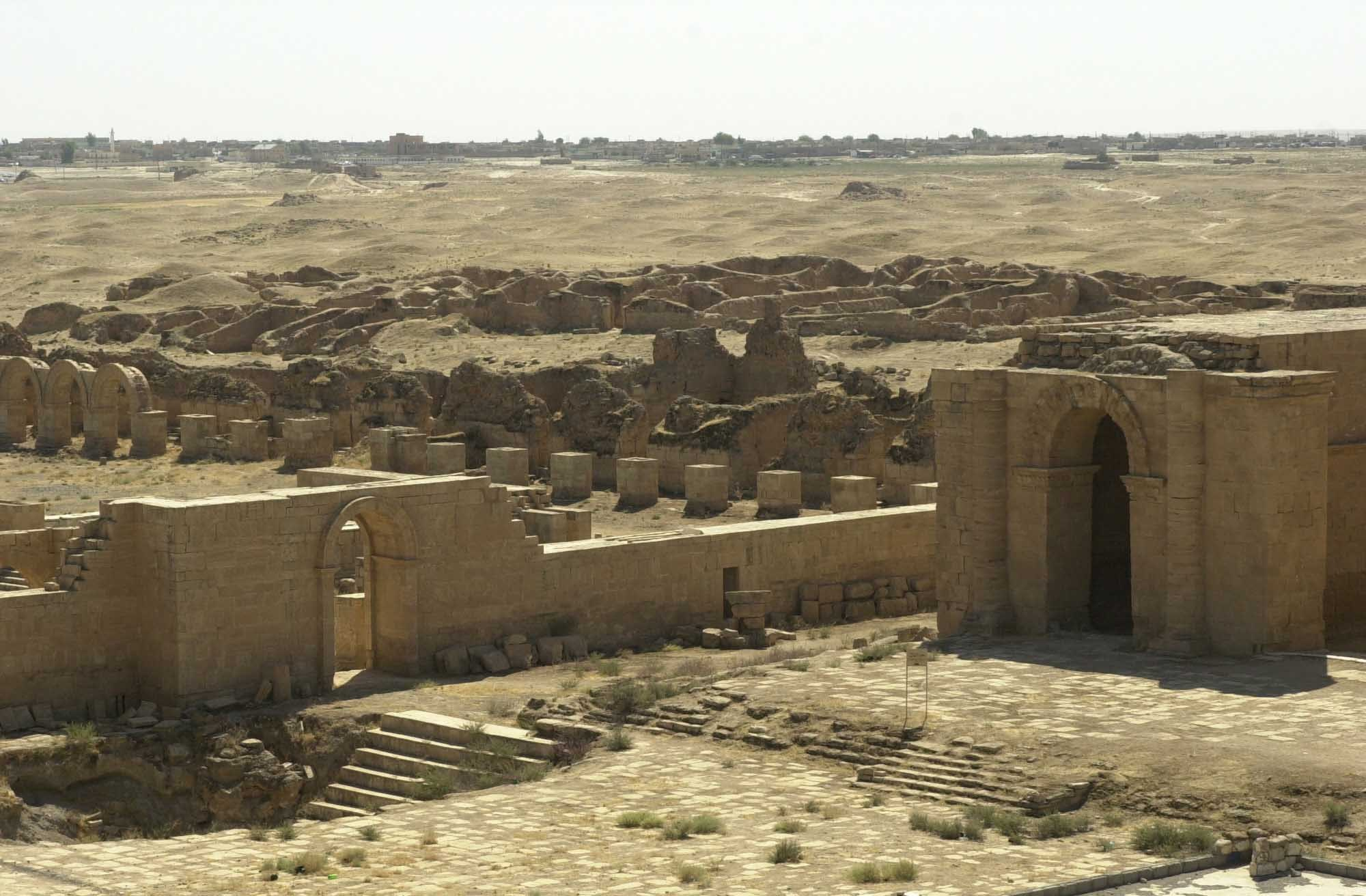
Remains of several temples and ancient walls (2004)
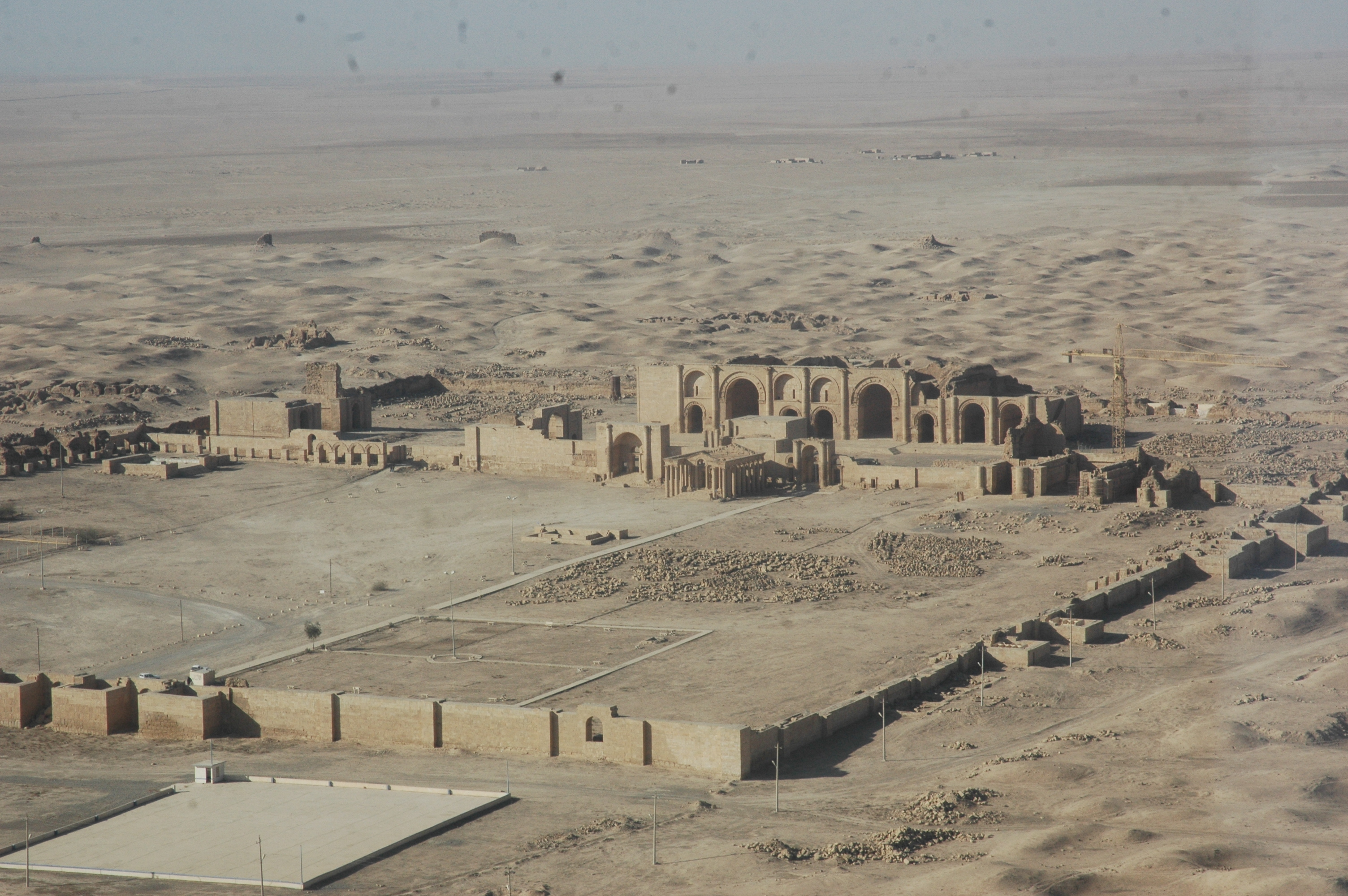
Elevated view of the site in 2007
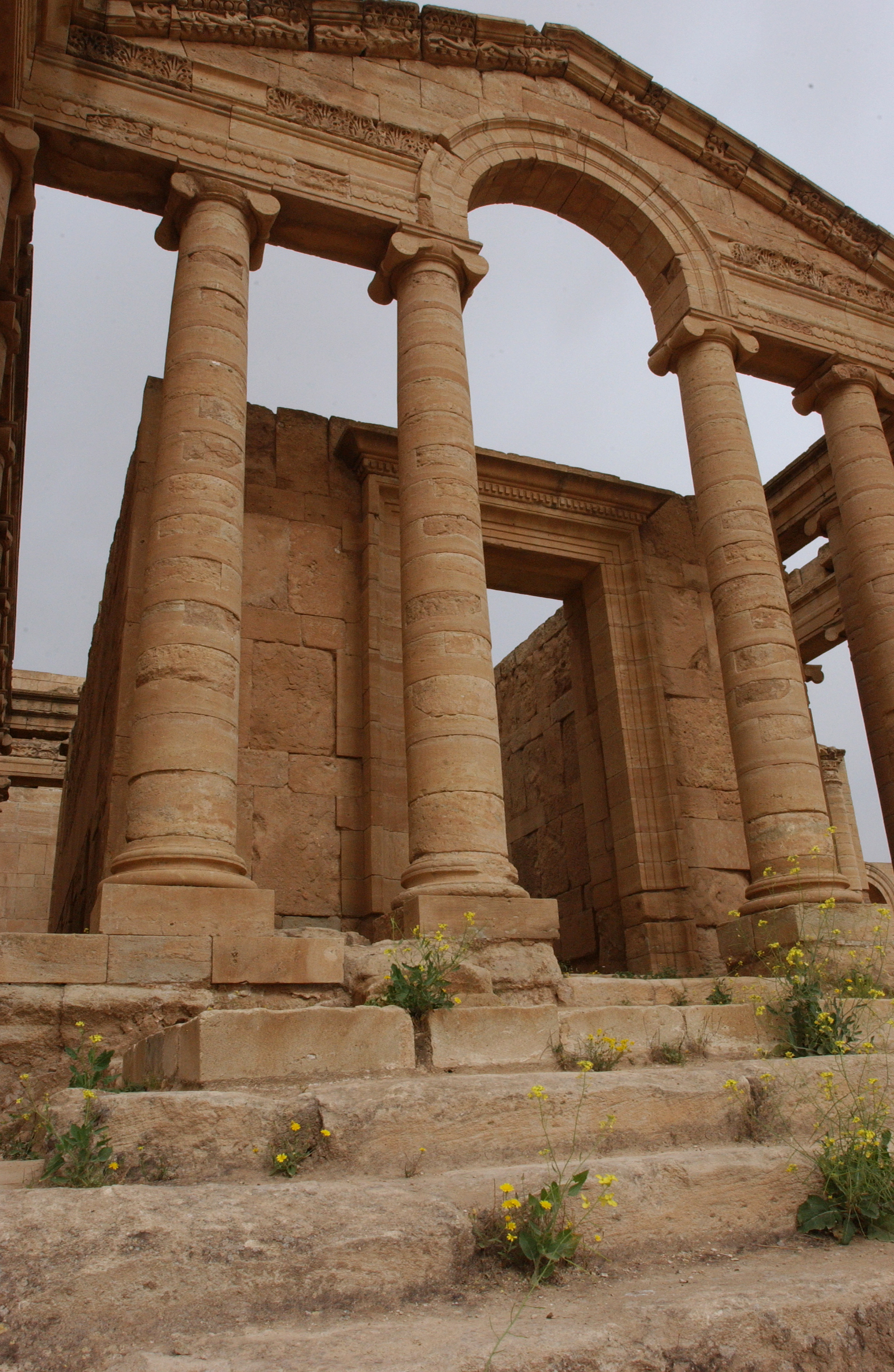
Temple facade (May 2006)
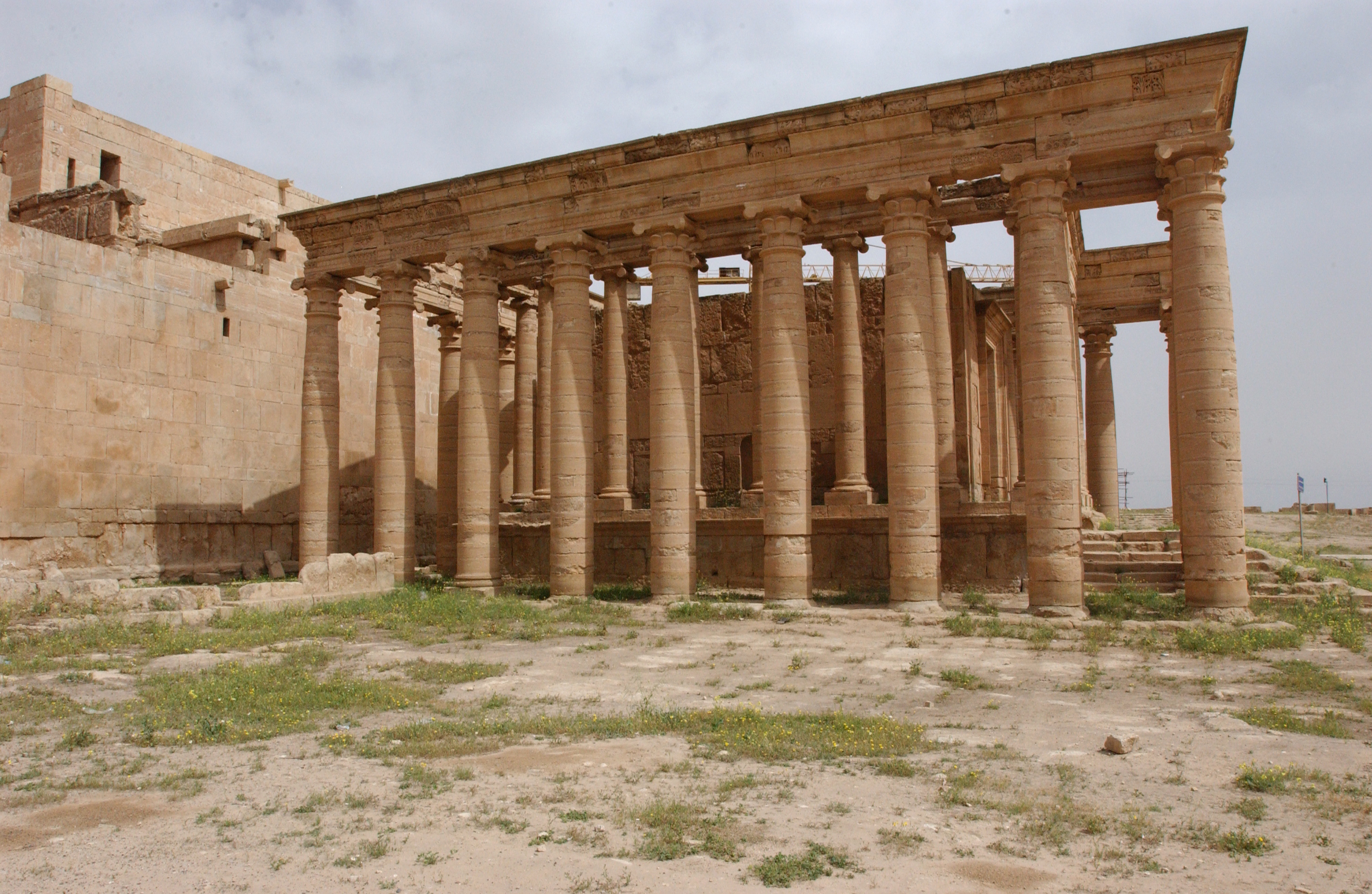
Southern exposure of the temple (May 2006)
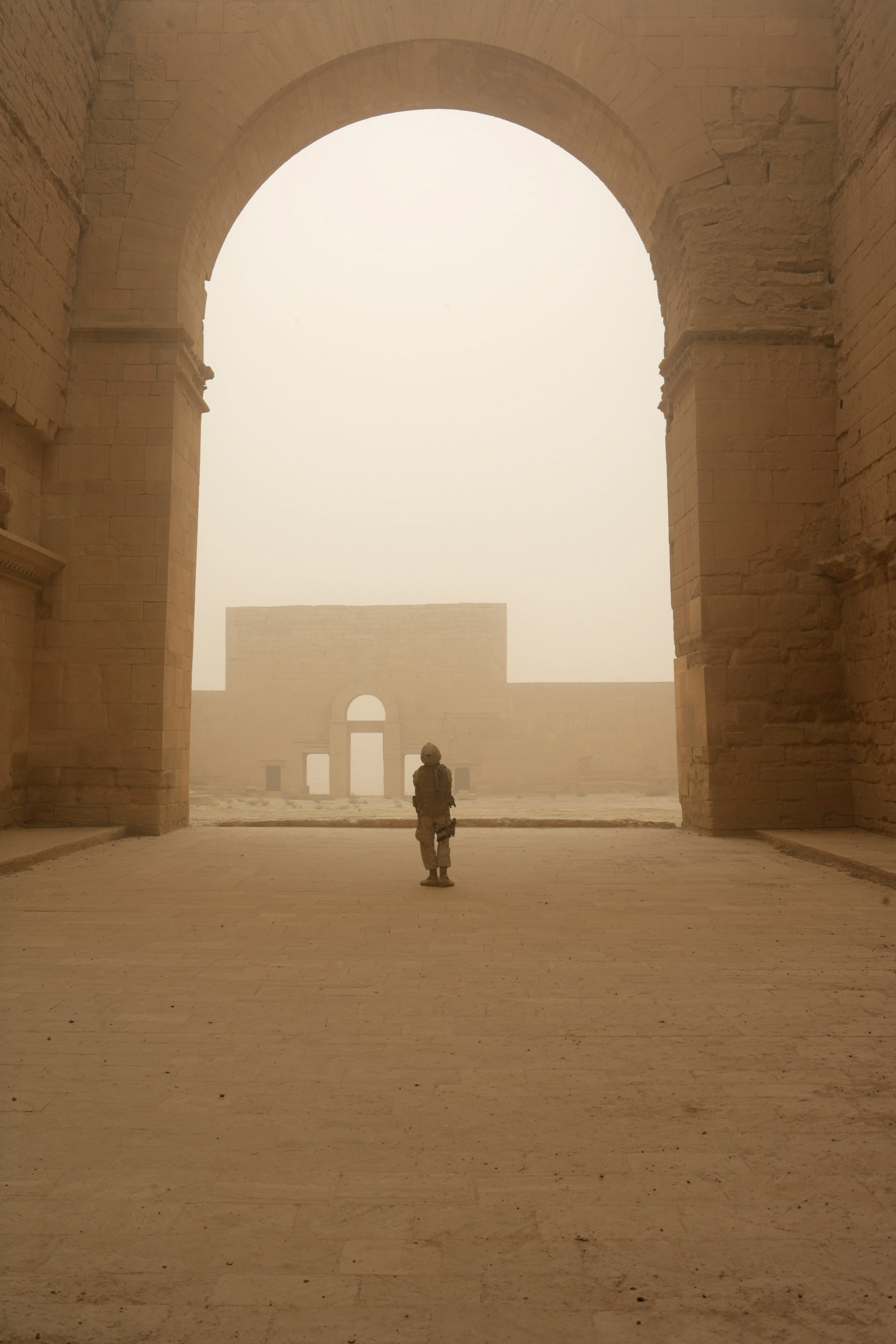
July 2008
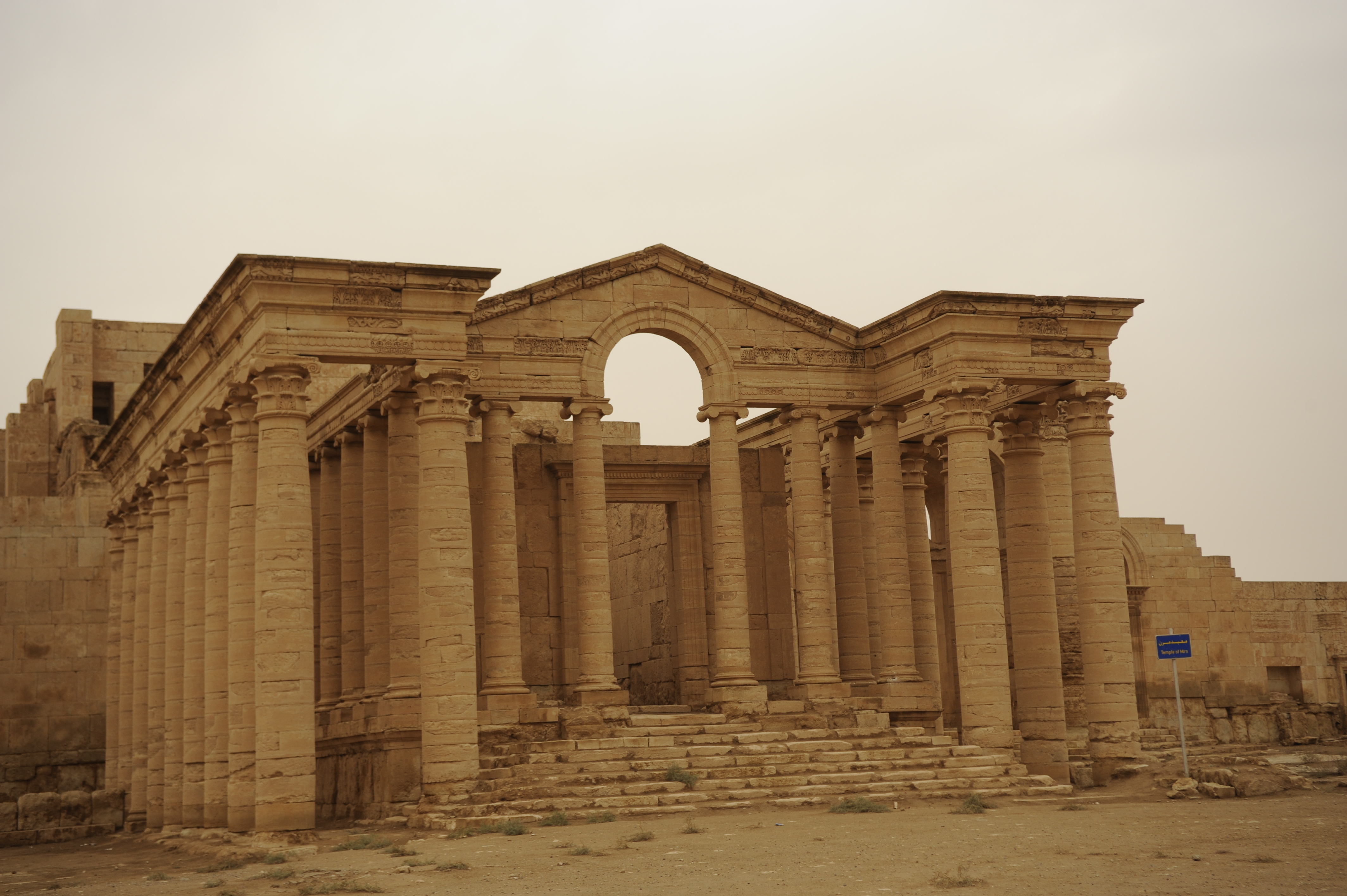
Marn Temple (November 2008)
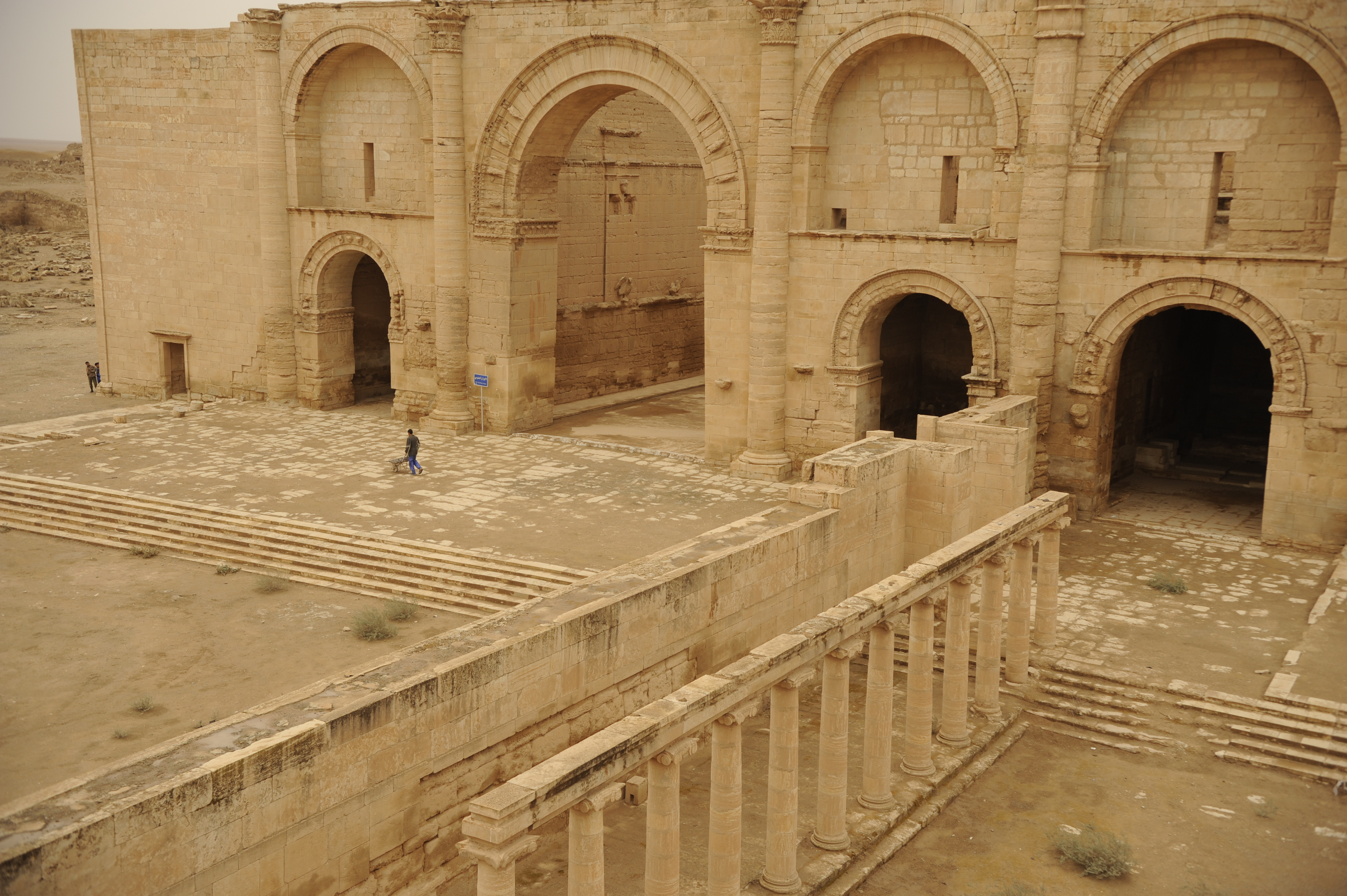
November 2008
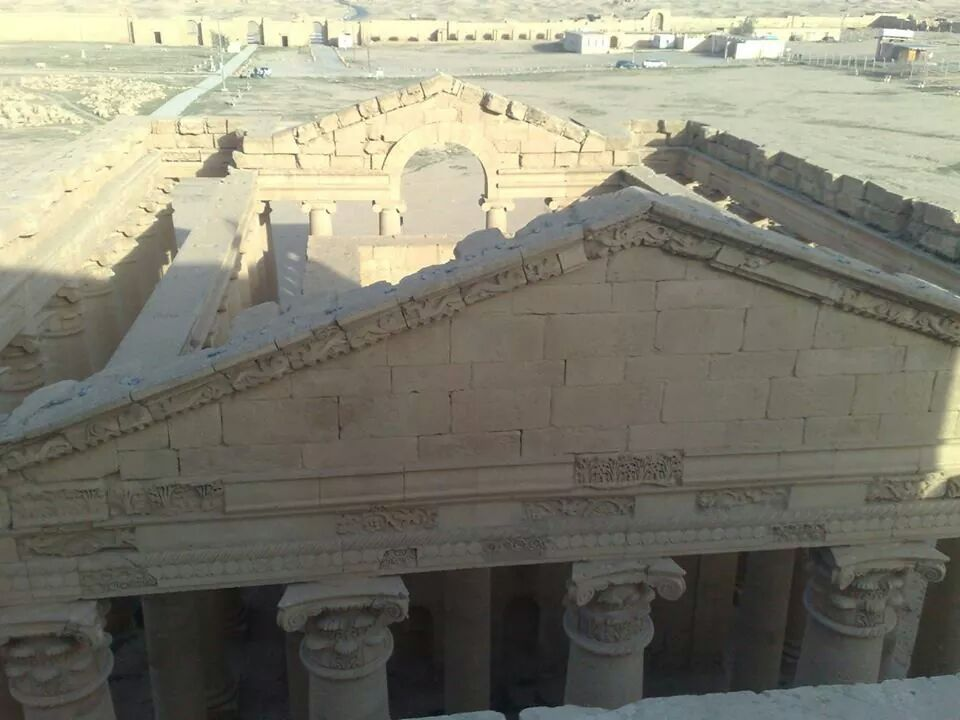
Elevated view of the temple (September 2014)
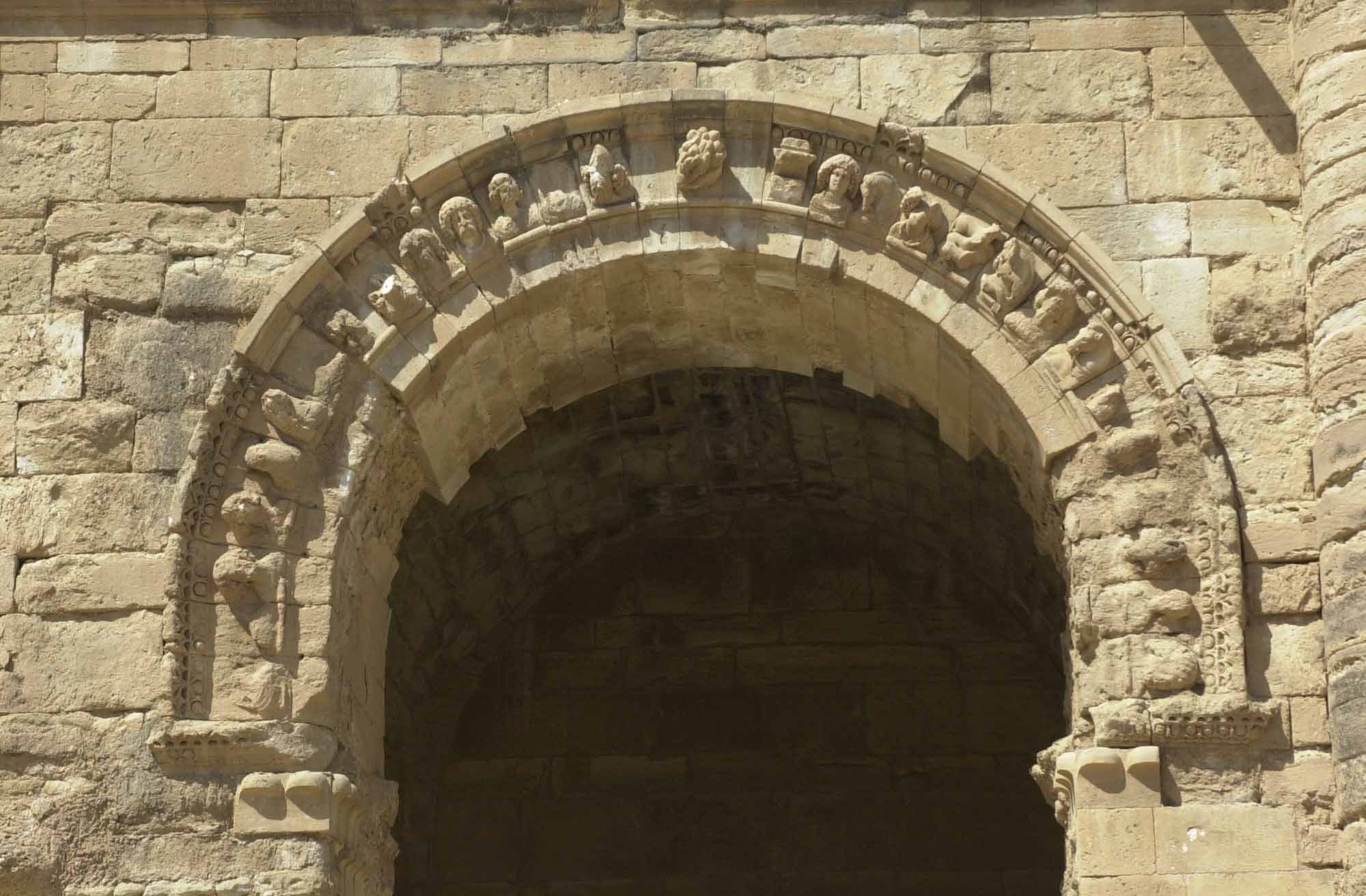
Detail of a temple, showing Hellenistic, Mesopotamian and Iranian architecture
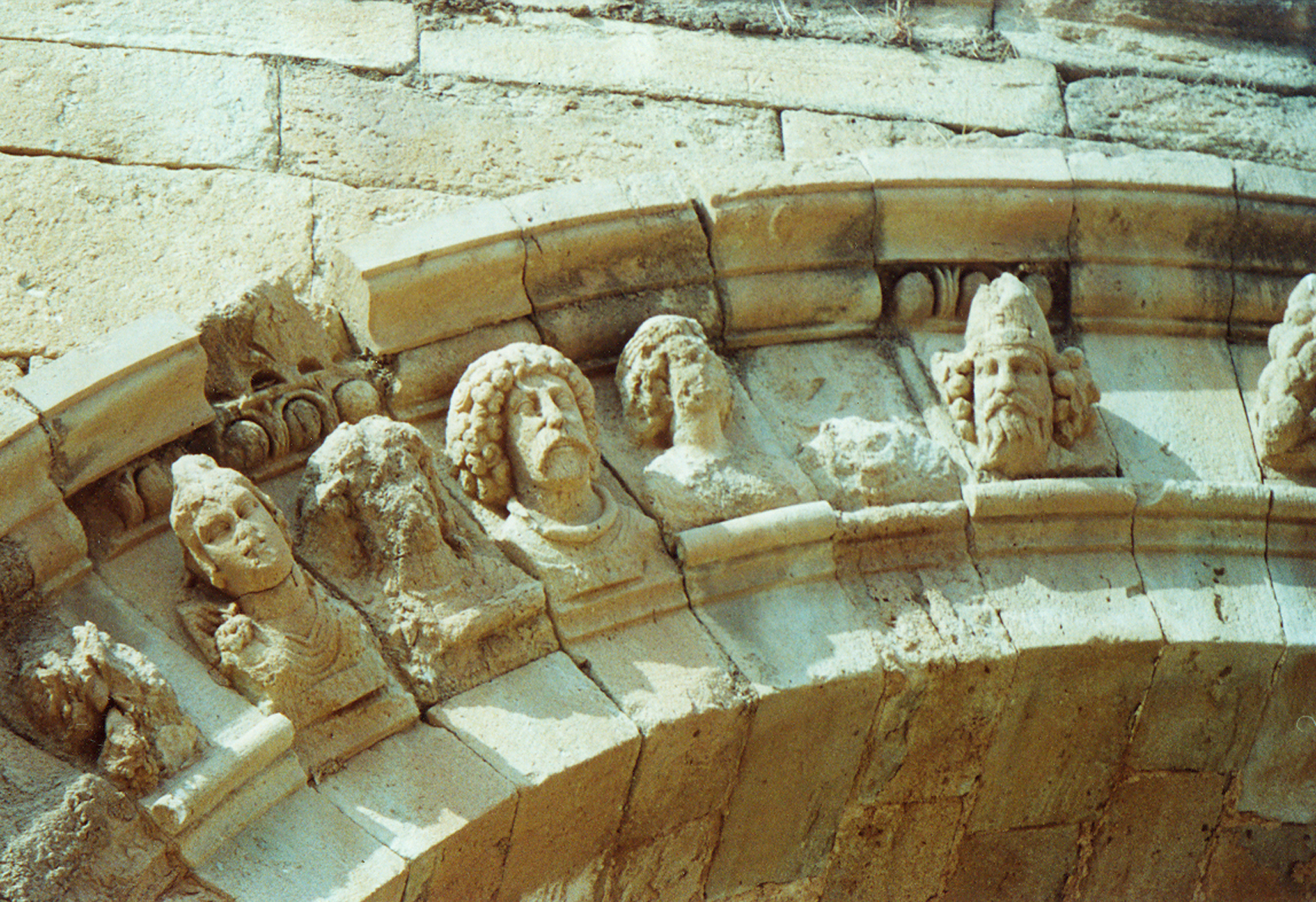
Decorated arch with faces
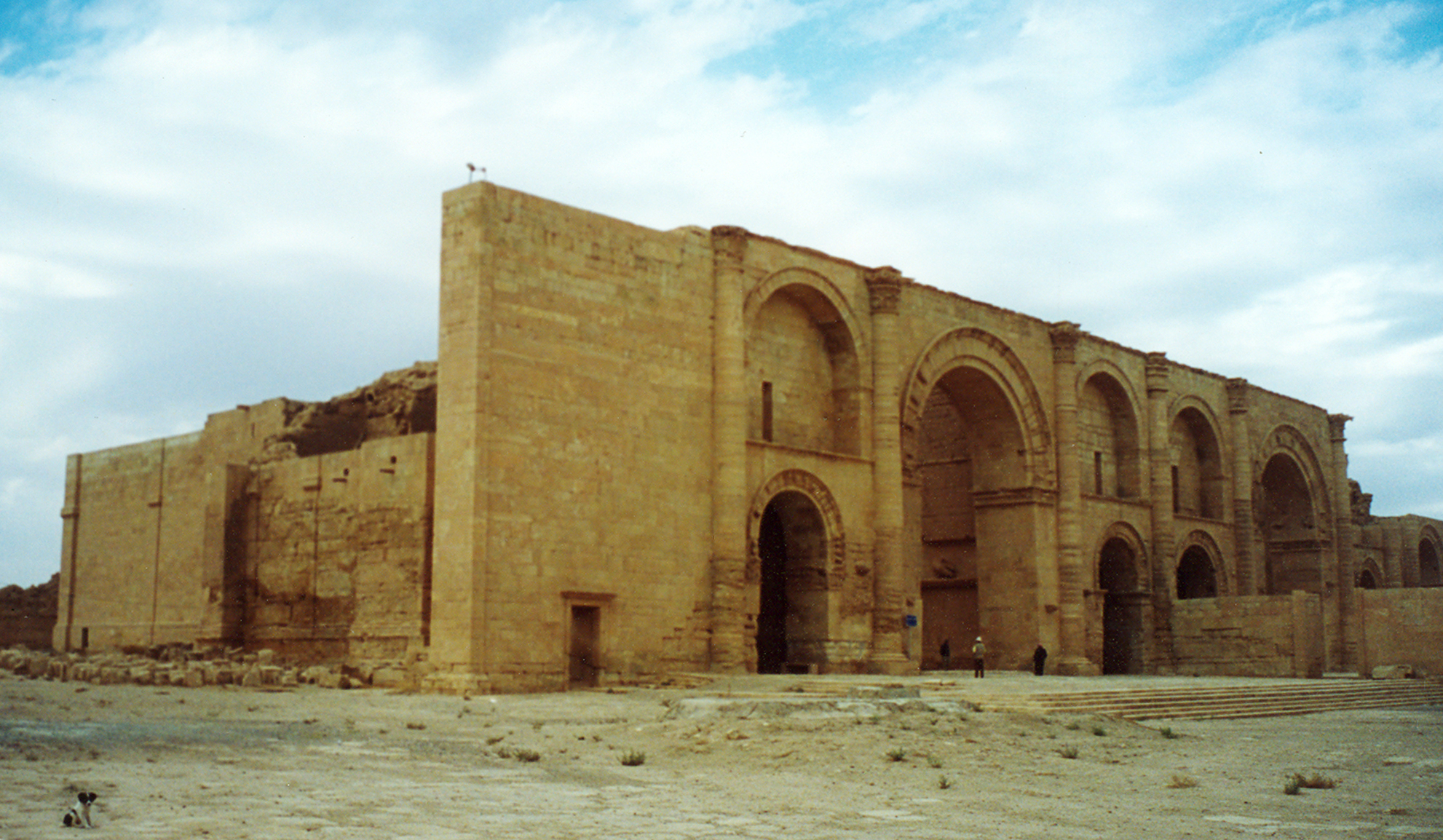
View of iwans
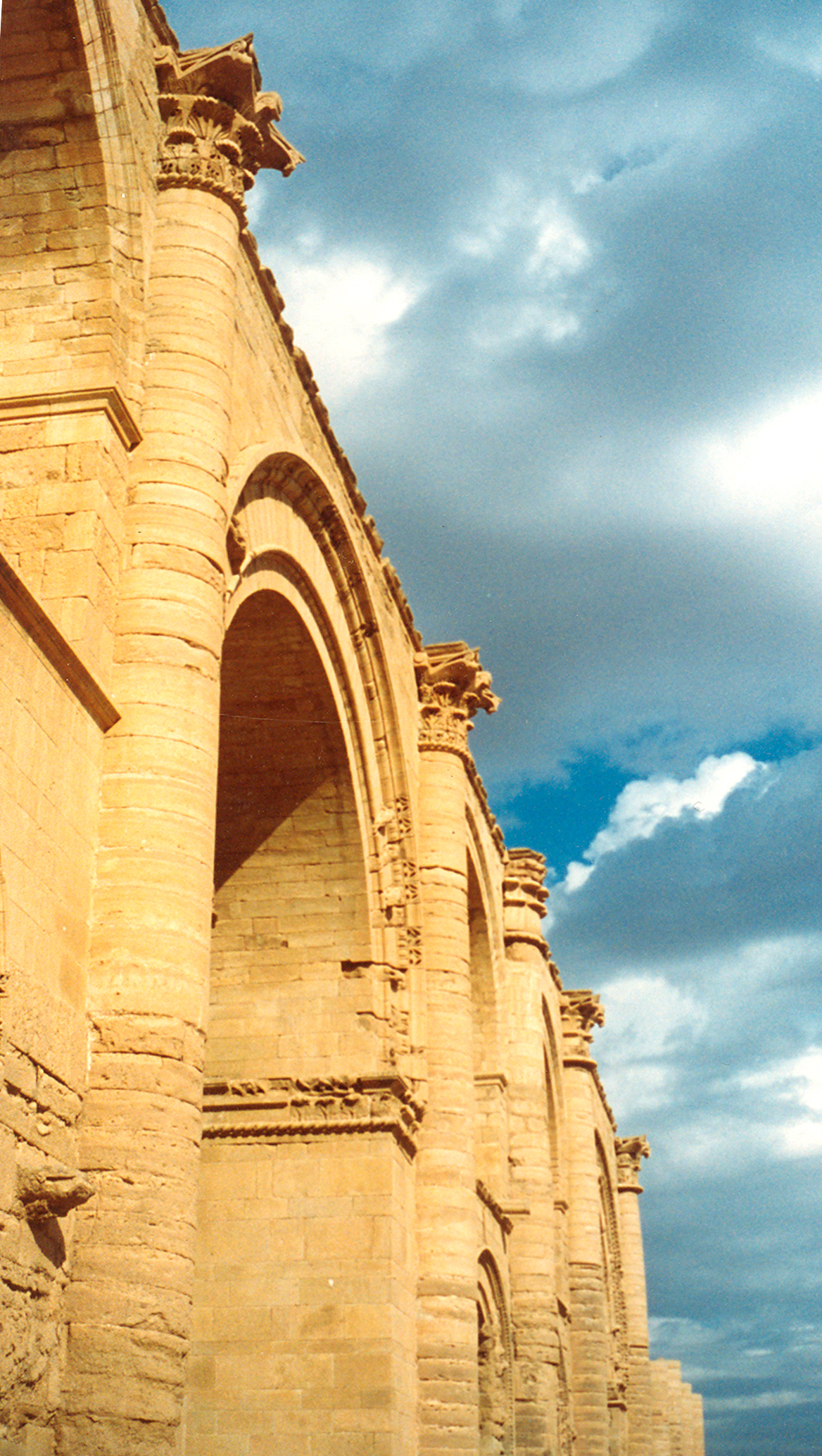
Closeup of an iwan
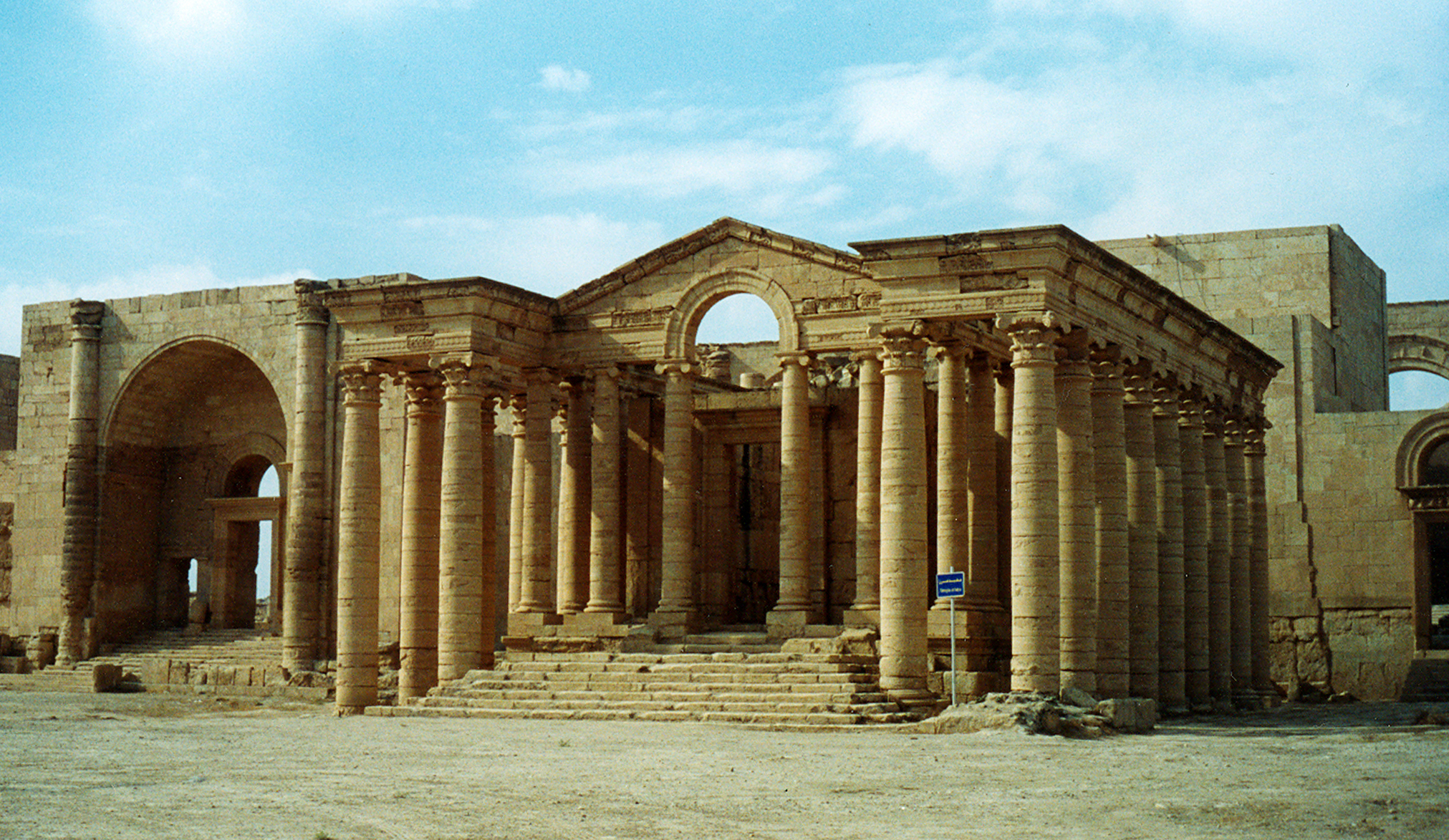
Facade of Temple
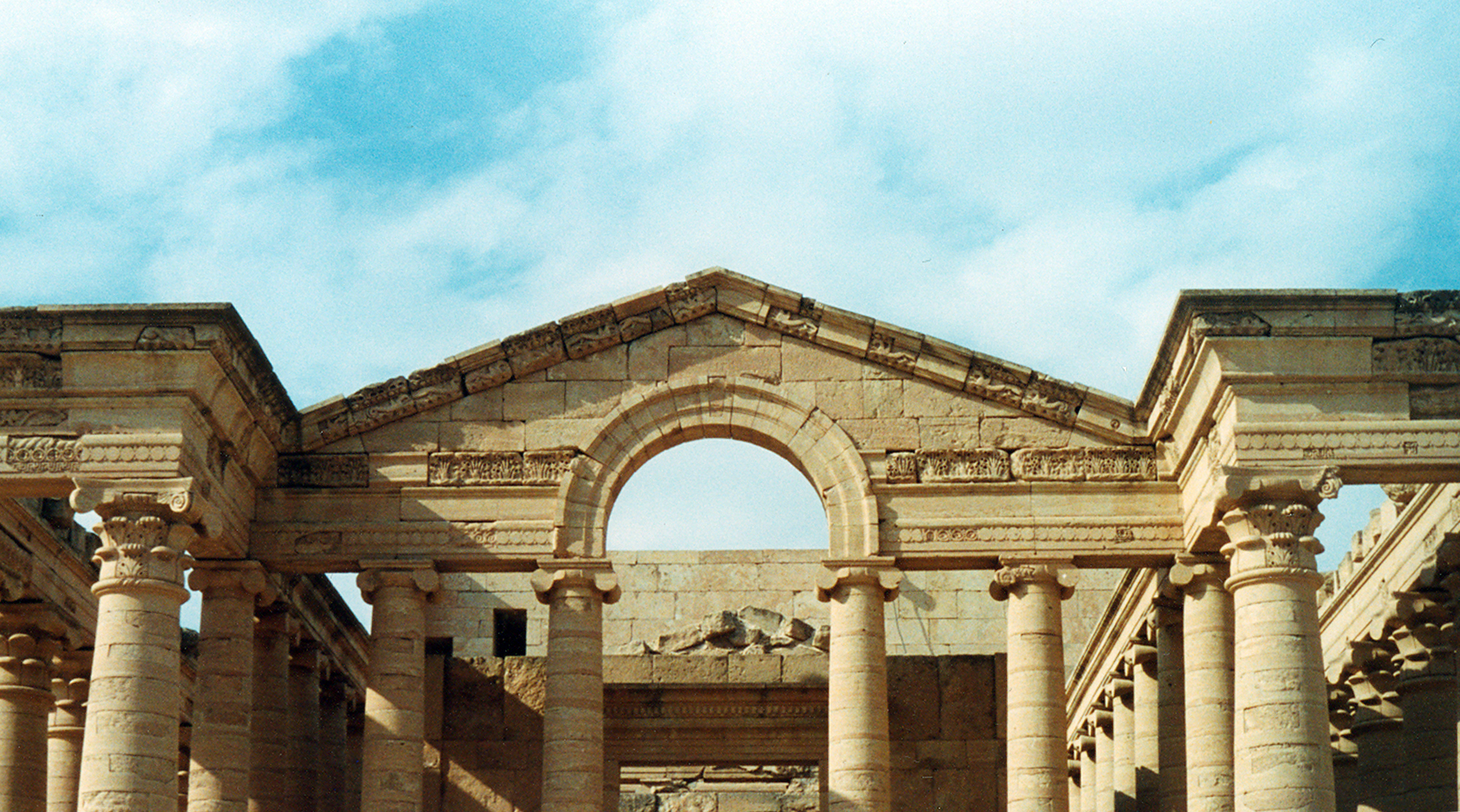
Arch of the temple
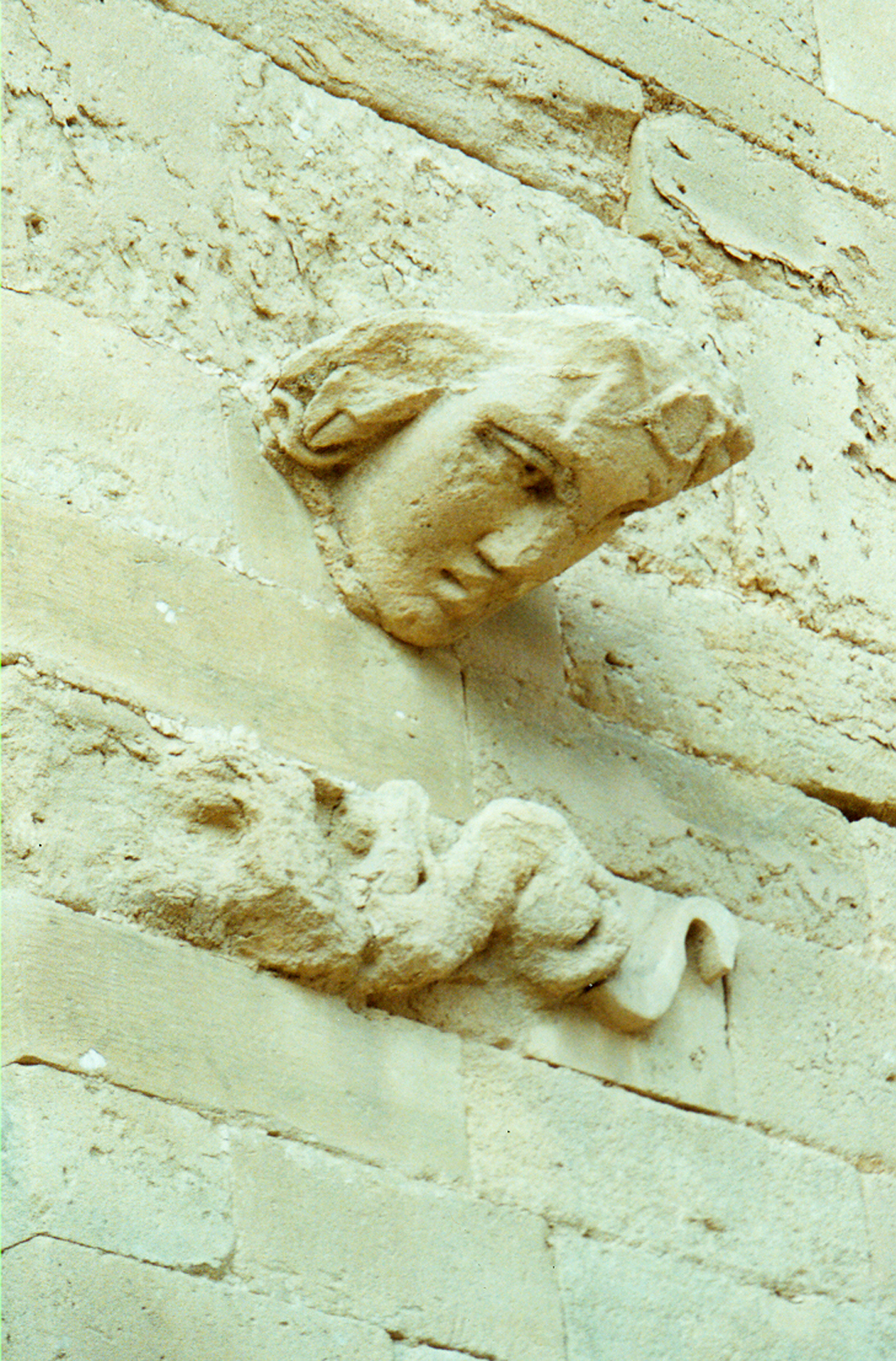
Protruded head on a wall
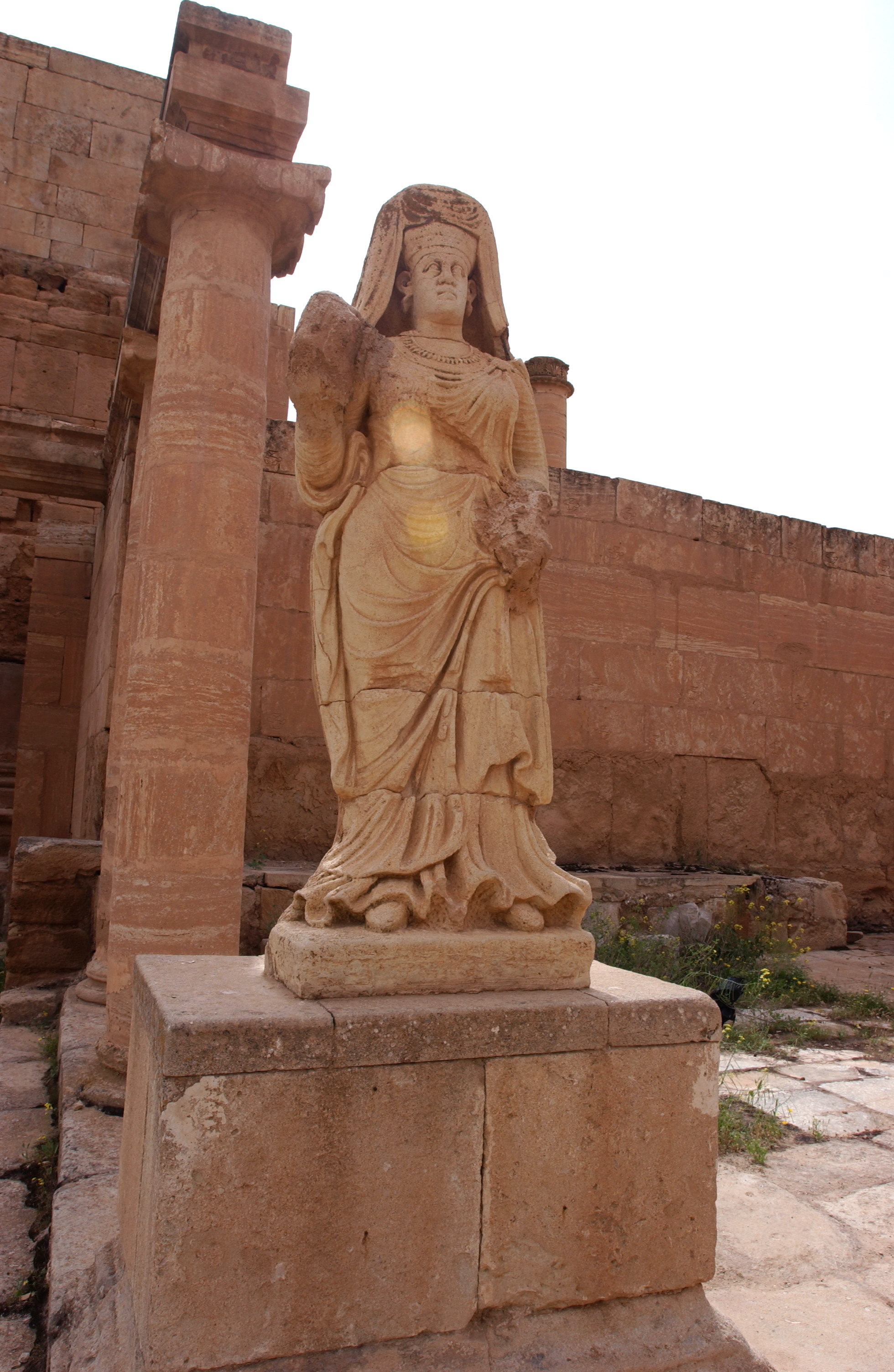
Statue of the Goddess Shahiro
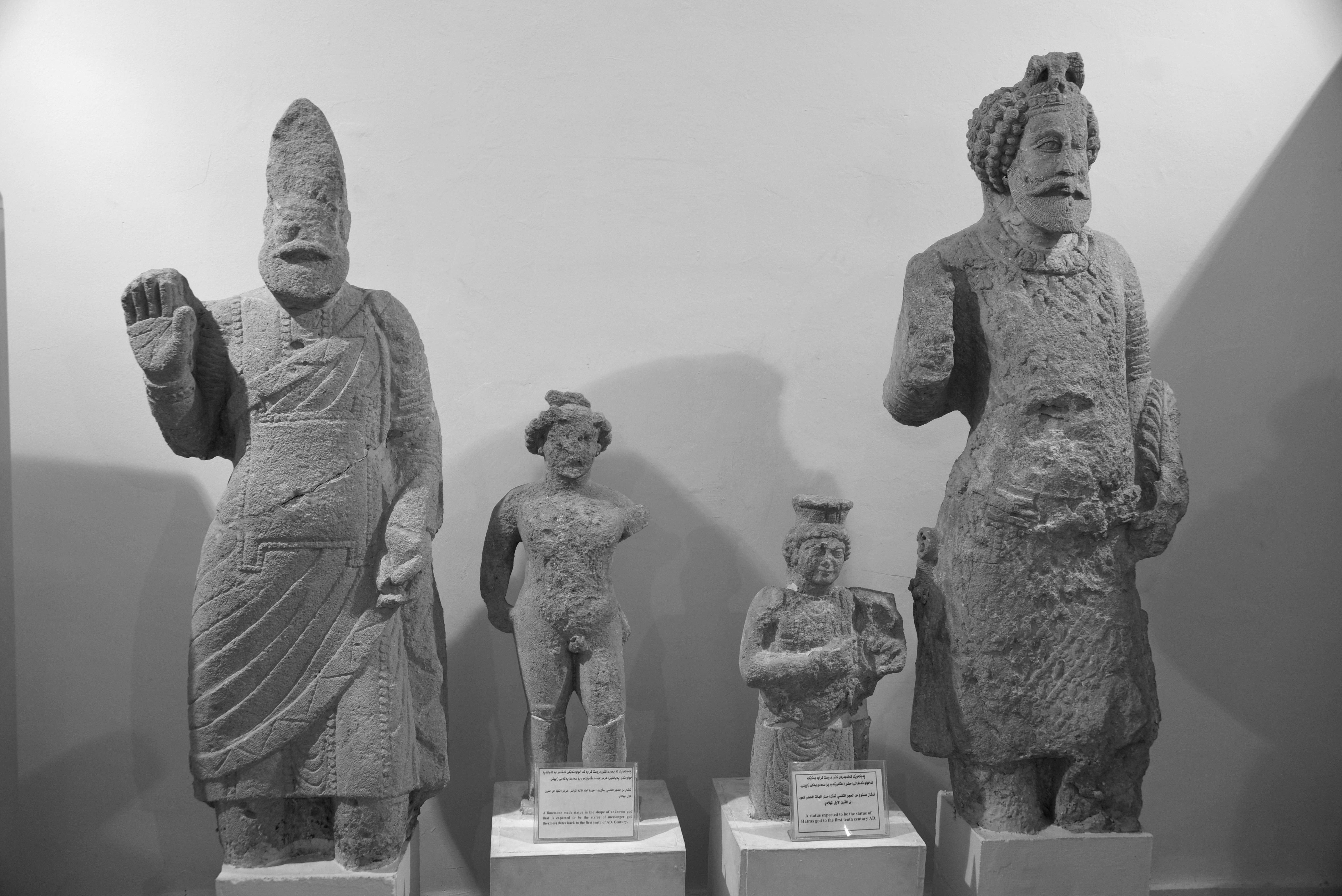
From left to right, an unidentified ruler, Hermes, a female deity, and Sanatruq I.From Hatra. Erbil Civilization Museum
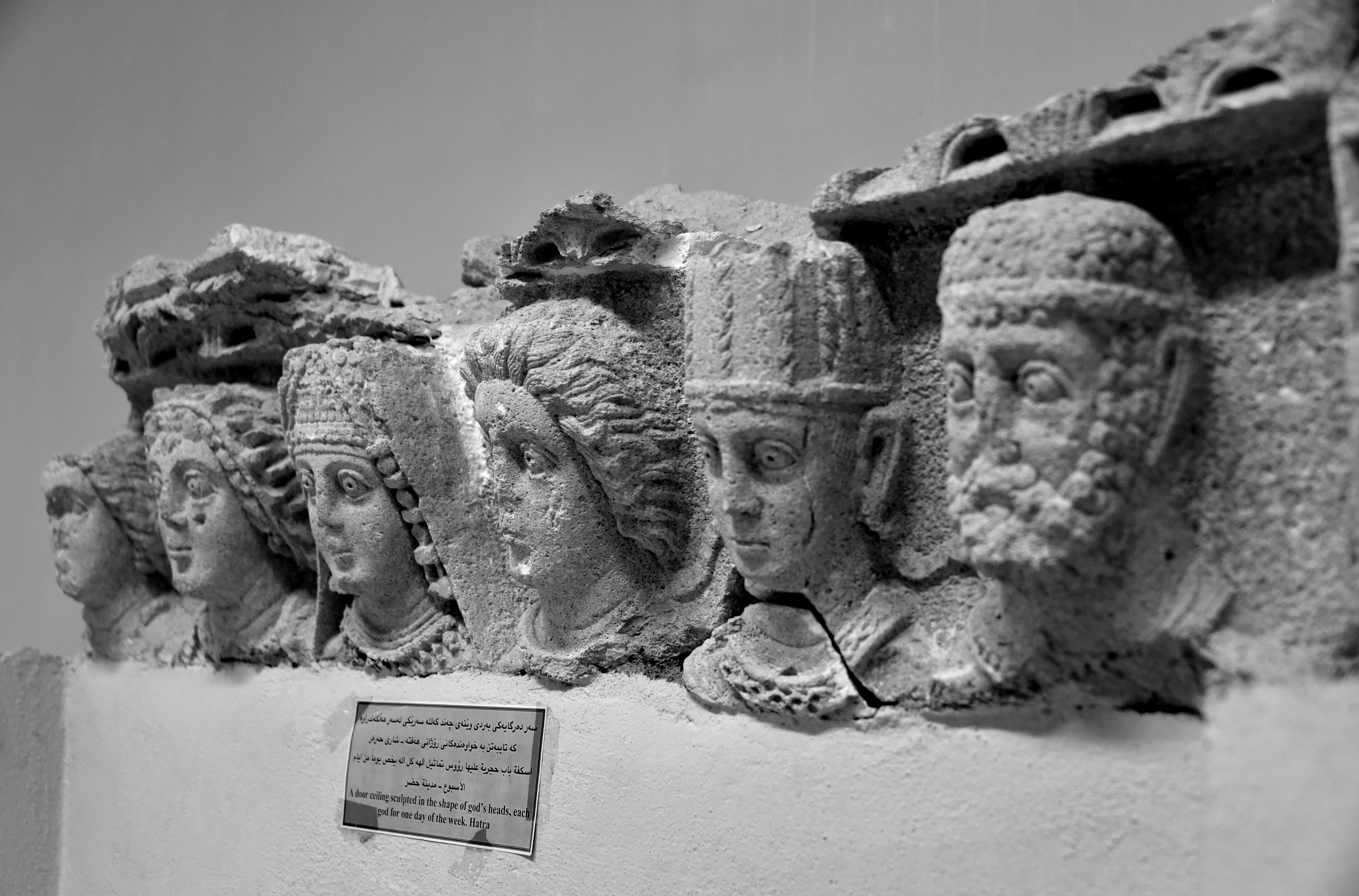
Door lintel from Hatra. 2nd-3rd century AD. Sulaymaniyah Museum, Iraqi Kurdistan
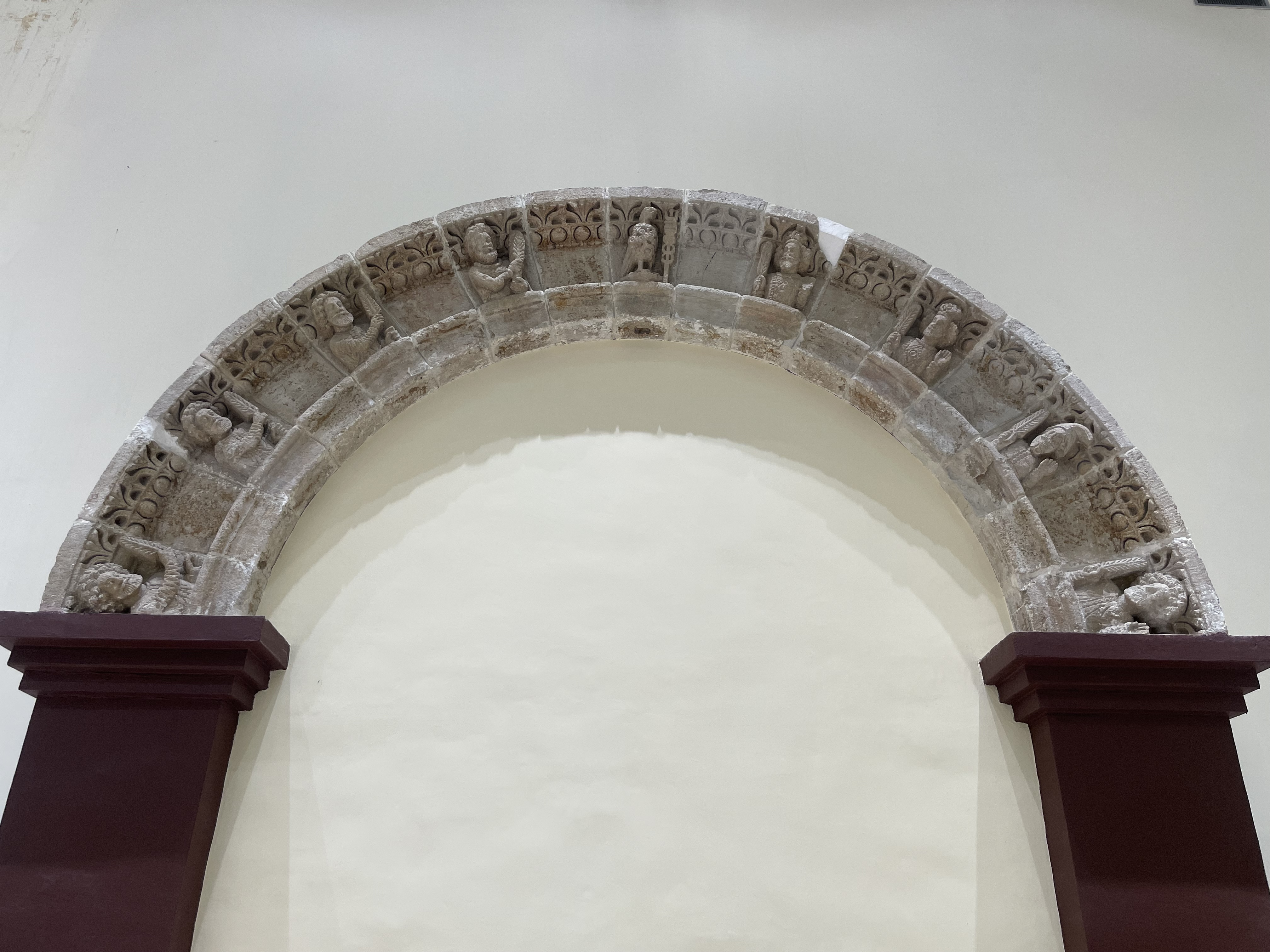
Monumental entrance arch from Hatra, now at the Iraqi National Museum